# 金基熙
金基熙（韓語：김기희／金基熙，1989年7月13日—），出生于韩国釜山，韩国足球运动员，司职中后卫，目前效力于K聯賽1球队蔚山現代。

## 俱乐部经历
2008年－2010年，他代表弘益大學征战韩国大学生U联赛，在2011年被大邱FC选中加盟，并于2011年3月5日大邱FC对阵光州FC（终场比分2－3）的比赛上完成职业生涯首秀，打满90分钟。2012年9月26日金基熙租借加盟卡塔尔星联赛球队赛利亚SC。2013年正式加盟全北现代汽车足球俱乐部。
2016年2月19日从全北现代汽车足球俱乐部转会上海申花，转会费约为600万美元，这也让其成为韩国K联赛史上转会费最高的球员。
2018年2月28日，美国大联盟球队西雅图海湾人足球俱乐部宣布金基熙加盟，他也成为俱乐部历史上首位韩国外援。
2020年2月，和西雅图海湾人合同到期的金基熙，以自由身加盟韩国K联赛1俱乐部蔚山现代。

## 国家队经历
2012年，金基熙随韩国U-23队在2012年伦敦奥运会上获得铜牌，这是韩国足球历史上的第一枚奥运奖牌，他和其他队员一样获得了两年义务兵役的豁免
。

## 榮譽

### 球會
全北現代汽車
- K聯賽1 (2)：2014、2015

上海申花
- Chinese FA Cup (1)：2017

西雅圖海灣者FC
- MLS Cup (1)：2019[8]

蔚山現代
- 亞足聯冠軍聯賽：2020
- K聯賽1 (3)：2022、2023、2024

### 國家隊
韓國 U-23
- Summer Olympic Games Bronze Medal: 2012

韓國
- EAFF East Asian Cup: 2015

### 個人
- Korea Football Association:  K League Classic Best XI: 2015